# Самсоненко, Олег Иванович
Олег Иванович Самсоненко (укр. Олег Іванович Самсоненко; род. 3 августа 1965, Геническ, Херсонская область) — советский, украинский и российский футболист, играл на позиции вратаря.

## Карьера
Воспитанник «Спартак» из Житомира. В 1982 году играл за любительский клуб «Бумажник». В 1983 году дебютировал за «Спартак». Далее выступал за «Шахтёр» из Горловки, Кировоград «Звезду» и «Кривбасс». В 1991 году вернулся в «Спартак», который к этому времени был переименован в «Полесье». В том же году играл за липецкий «Металлург». После распада СССР перебрался в «Уралмаш», за который в первом чемпионате России дебютировал 29 марта 1992 года в выездном матче против воронежского «Факела», оставив свои ворота в неприкосновенности. За полтора года в Высшем дивизионе за «Уралмаш» провёл 27 матчей, из которых 10 сухих. Летом 1993 года вернулся в «Кривбасс», однако матчей за клуб в чемпионате Украины не провёл. В сезоне 1994/1995 отыграл 2 матча за украинский клуб «Система-Борекс». В 1996 году играл за российский клуб «Энергетик» из Урени, в которой являлся самым известным игроком за всю историю клуба. Завершил карьеру в 1998 году в «Бумажнике».